# Brunnby missionshus
Brunnby missionshus är en kyrkobyggnad i Vreta klosters socken, Linköpings kommun. Kyrkan tillhörde från början Svenska Missionsförbundet som uppgick i Equmeniakyrkan.

## Instrument
I kyrkan finns ett piano och en elorgel med två manualer och pedal.